# Stefania Careddu

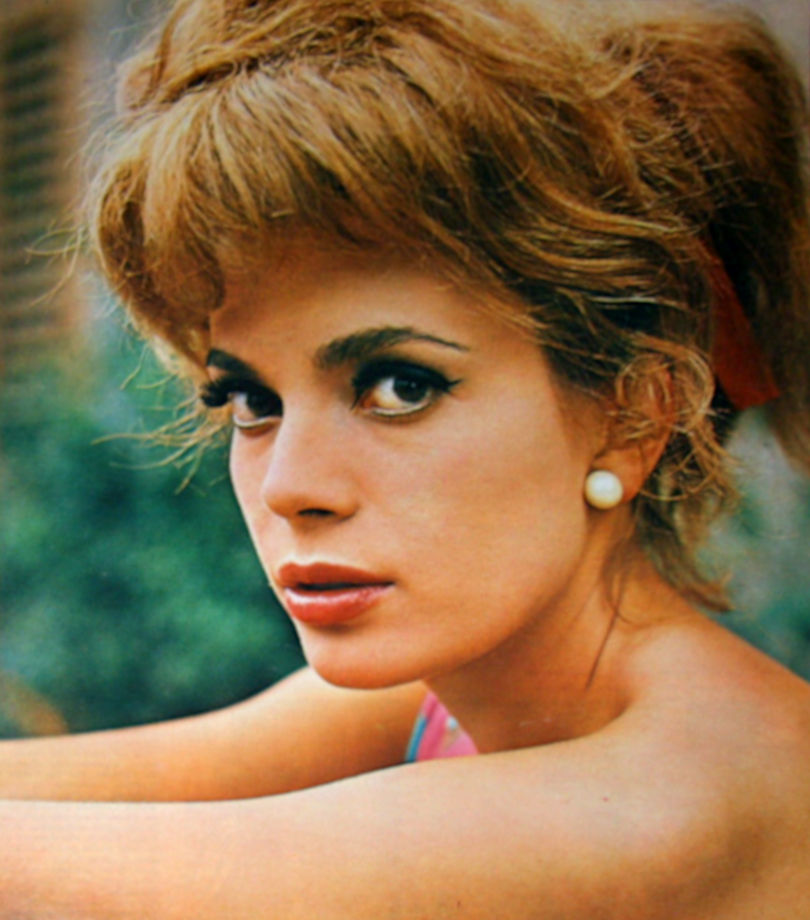
Schauspielerin Stefania Careddu im Winter 1967.

Stefania Careddu di Sambrese (* 13. Januar 1945 in Bergamo) ist eine italienische Schauspielerin.

## Leben
Careddu, die hübsche und auffallende Tochter der Schriftstellerin Mariana Frigeni, begeisterte sich schon früh für die Schauspielkunst. Nach einem Vorsprechen bei Nelo Risi debütierte sie in Italien 1965 in einer Episode von I soldi, bevor sie eine kleinere Rolle als elegantes und vermögendes Mädchen in Risis Andremo in città erhielt. Ihre Karriere kam jedoch nie über solche Rollen in oftmals Genrefilmen (manchmal unter dem Pseudonym Kareen O’Hara) als schmuckes Beiwerk hinaus. Sie beendete ihre Karriere nach rund einem Jahrzehnt Aktivität und nur 14 Auftritten 1977 – bis auf ein kurzes Fernsehengagement vier Jahre später.

## Filmografie (Auswahl)
- 1961: Man nennt es Amore
- 1965: I soldi
- 1966: Wir fahren in die Stadt (Andremo in città)
- 1967: Bradock - drei Unzen Blei zum Fünf-Uhr-Tee (Troppo per vivere… poco per morire)
- 1967: Leg ihn um, Django (Vado… l‘ammazzo e torno)
- 1968: Django – Die Totengräber warten schon (Quella sporca storia nel West)
- 1972: Der Pfaffenspiegel (Quando le donne si chiamavano Madonne)
- 1973: La Pistola - The Gun (Dio, sei proprio un padreterno)
- 1977: Il marito in collegio